# Valleroy-aux-Saules
Valleroy-aux-Saules är en kommun i departementet Vosges i regionen Grand Est (tidigare regionen Lorraine) i nordöstra Frankrike. Kommunen ligger i kantonen Mirecourt som tillhör arrondissementet Neufchâteau. År 2022 hade Valleroy-aux-Saules 256 invånare.

## Befolkningsutveckling
Antalet invånare i kommunen Valleroy-aux-Saules
| Referens: INSEE |